# Distribuição de Maxwell-Boltzmann
A distribuição de Maxwell-Boltzmann é uma distribuição de probabilidade com aplicações em física e química. 
No início da segunda metade do século XIX (1859) J. C. Maxwell divulgou estudos sobre como se distribuíam os módulos das velocidades das moléculas de um gás em equilíbrio térmico. Posteriormente, esses estudos foram solidificados por L. Boltzmann. 

## Dedução

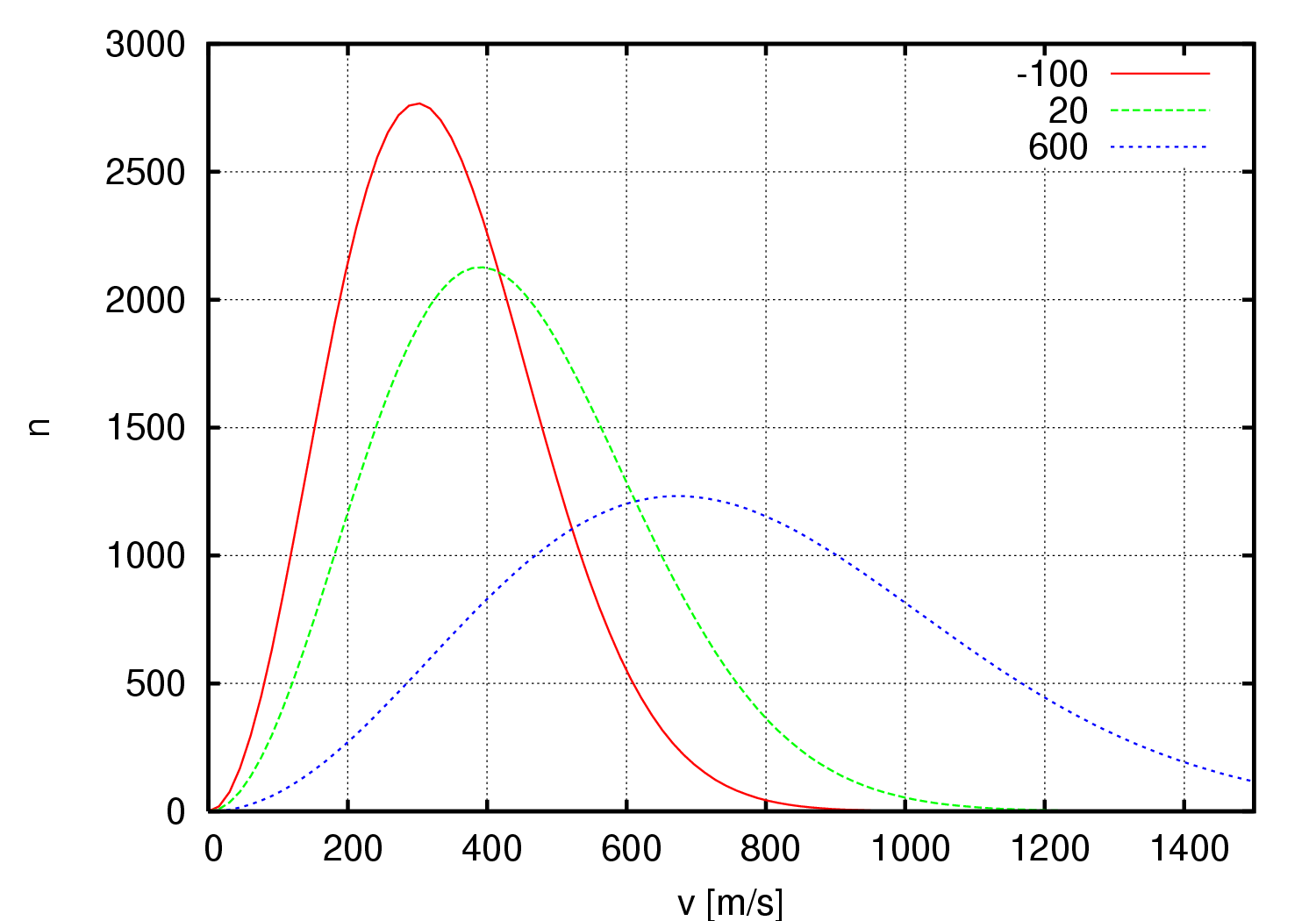
Distribuição de velocidade de moléculas de oxigênio para três temperaturas distintas.

A distribuição de velocidades moleculares de um gás pode ser medida diretamente com aparato adequado. Os valores medidos de rapidez são plotados para dois valores de temperatura.  A quantidade {\displaystyle f(v)}  é chamada função de distribuição de velocidades de Maxwell-Boltzmann. Em um gás com N moléculas, o número de moléculas com modulo de velocidade entre {\displaystyle v}  e  {\displaystyle v+dv}  é  {\displaystyle dN}, dado por:
{\displaystyle dN=Nf(v)dv}
A função de distribuição de velocidades de Maxwell-Boltzmann pode ser deduzida usando-se a mecânica estatística; a temperatura é a variável que determina a mudança para uma certa substância e k é a constante de Boltzmann (definida pela razão entre a constante dos gases perfeitos e a constante de Avogadro que resulta em  {\displaystyle k=1{,}380650310\cdot 10^{-23}\,{\frac {J}{K}}}). O resultado da função é: 
{\displaystyle {\displaystyle dN=Nf(v)dv}={\displaystyle N4\pi (m/2\pi kT)^{3/2}v^{2}e^{-mv^{2}/2kT}dv}}
Assim, a velocidade média das moléculas a uma certa temperatura é dada por {\displaystyle {\sqrt {8kT/m\pi }}}, a velocidade mais provável de ser encontrada é dada por {\displaystyle {\sqrt {2kT/m}}} e a velocidade quadrática média é dada por {\displaystyle {\sqrt {3kT/m}}}. Dessa forma, é possível esboçar um gráfico semelhante ao da imagem ao lado, no qual fica mais fácil de visualizar a distribuição.
A distribuição de velocidades de Maxwell-Boltzmann também pode ser escrita como uma distribuição de energias cinéticas de translação.

## Verificação experimental
Uma verificação precisa da distribuição de velocidades moleculares prevista por Maxwell só pôde ser feita em 1955, por R. C. Miller e P. Kusch
– Distribuição observada (para duas temperaturas diferentes)
A distribuição das velocidades das partículas que saem de um determinado forno é proporcional a {\displaystyle vf(v)} . Isto porque a probabilidade de uma partícula escapar do forno é proporcional à frequência com que ela colide na parede que, por sua vez, é proporcional a {\displaystyle v}.

## Aplicações

Representação do comportamento de átomos de hélio que sofrem colisões elásticas entre si e com as paredes do recipiente.

O uso mais comum dá-se no campo da mecânica estatística. A temperatura de qualquer sistema físico é o resultado do movimento das moléculas e átomos que compõem o sistema. Essas pequenas partes da matéria possuem um intervalo de diferentes velocidades, e a velocidade de cada partícula varia constantemente devido a colisões com outras. No entanto, para uma fração de um número grande de partículas, dentro de um determinado intervalo de velocidades, as taxas de variação do deslocamento são quase constantes. Tal distribuição, relativa às velocidades, especifica esta fração, para cada intervalo de velocidades, como função da temperatura do sistema, levando os nomes de James Clerk Maxwell e Ludwig Boltzmann.

## Chuva
A distribuição de velocidades para moléculas de água num lago, à temperatura normal de um dia de verão, pode ser representada por uma curva semelhante a do gráfico de distribuição de velocidades. Muitas das moléculas não têm energia suficiente para escapar da água através de sua superfície. No entanto, um pequeno número de moléculas muito rápidas, cujas velocidades estão na região extrema direita da curva de distribuição, pode fazê-lo. São estas moléculas de água que evaporam, tornando possível a formação de nuvens e a chuva.
À medida que as moléculas de água rápidas abandonam a superfície, carregando energia com elas, a temperatura da água remanescente é mantida pela transferência de calor a partir do ambiente. Outras moléculas rápidas - produzidas em colisões particularmente favoráveis - imediatamente tomam o lugar das que evaporam, e a distribuição de velocidades é mantida.

## Brilho do Sol
A curva de distribuições de velocidades também pode ser aplicada aos prótons no núcleo do Sol, cuja energia é suprida por um processo de fusão nuclear que começa com a de dois prótons. No entanto, os prótons se repelem por causa de suas cargas elétricas, assim prótons com velocidade igual à velocidade média não possuem energia cinética suficiente para iniciar essa reação. Mas prótons muito rápidos, com velocidades correspondendo ao extremo direito da curva de distribuição, podem vencer a repulsão eletrostática e se aproximar o suficiente para que a fusão aconteça e, assim, o Sol possa brilhar.